# The Powers Girl
The Powers Girl is een Amerikaanse muziekfilm uit 1943 onder regie van Norman Z. McLeod.

## Verhaal
Ellen Evans verliest haar baan als muzieklerares, wanneer er een compromitterende foto van haar wordt gepubliceerd. Ze gaat met haar zus Kay naar New York om een klacht in te dienen tegen het tijdschrift. De fotograaf Jerry Hendricks is bang dat zijn chef hem de laan zal uitsturen, wanneer hij lucht krijgt van de zaak. Hij doet zich daarom voor als de vicepresident van het blad. Hij belooft de beide vrouwen een contract bij een gerenommeerd modellenbureau op voorwaarde dat ze hun klacht laten vallen.

## Rolverdeling
- George Murphy: Jerry Hendricks
- Anne Shirley: Ellen Evans
- Carole Landis: Kay Evans
- Dennis Day: Dennis Day
- Alan Mowbray: John Robert Powers
- Jean Ames: Googie
- Mary Treen: Nancy
- Rafael Storm: Vandy Vandegrift
- Helen MacKellar: Mevrouw Hendricks
- Harry Shannon: Mijnheer Hendricks
- Roseanne Murray: Edna Lambert
- Jayne Hazard: Model in de wachtkamer
- Lillian Eggers: Model
- Linda Stirling: Model